# 110 meter häck för herrar i friidrott vid olympiska sommarspelen 1996
110 meter häck för herrar vid olympiska sommarspelen 1996 i Atlanta avgjordes 28-29 augusti. 

## Medaljörer
| Gren           | Guld                | Guld       | Silver           | Silver | Brons                          | Brons |
| 110 meter häck | Allen Johnson · USA | 12,95 (OR) | Mark Crear · USA | 13,09  | Florian Schwarthoff · Tyskland | 13,17 |

## Resultat
- Q innebär avancemang utifrån placering i heatet.
- q innebär avancemang utifrån total placering.
- DNS innebär att personen inte startade.
- DNF innebär att personen inte fullföljde.
- DQ innebär diskvalificering.
- NR innebär nationellt rekord.
- OR innebär olympiskt rekord.
- WR innebär världsrekord.
- WJR innebär världsrekord för juniorer
- AR innebär världsdelsrekord (area record)
- PB innebär personligt rekord.
- SB innebär säsongsbästa.
- w innebär medvind > 2,0 m/s

### Final
| Placering | Final                     | Tid   | Bana |
| --------- | ------------------------- | ----- | ---- |
|           | Allen Johnson (USA)       | 12,95 | 6    |
|           | Mark Crear (USA)          | 13,09 | 8    |
|           | Florian Schwarthoff (GER) | 13,17 | 3    |
| 4.        | Colin Jackson (GBR)       | 13,19 | 5    |
| 5.        | Emilio Valle (CUB)        | 13,20 | 7    |
| 6.        | Eugene Swift (USA)        | 13,23 | 4    |
| 7.        | Kyle Vander-Kuyp (AUS)    | 13,40 | 2    |
| 8.        | Erick Batte (CUB)         | 13,43 | 1    |

### Semifinaler
| Placering | Heat 1                  | Tid   | Bana |
| --------- | ----------------------- | ----- | ---- |
| 1.        | Allen Johnson (USA)     | 13,10 | 5    |
| 2.        | Colin Jackson (GBR)     | 13.17 | 6    |
| 3.        | Emilio Valle (CUB)      | 13.18 | 4    |
| 4.        | Kyle Vander-Kuyp (AUS)  | 13.38 | 7    |
| 5.        | Krzysztof Mehlich (POL) | 13.55 | 8    |
| 6.        | Gheorghe Boroi (ROU)    | 13.57 | 1    |
| 7.        | Sven Pieters (BEL)      | 13.59 | 3    |
| 8.        | Erik Kaiser (GER)       | 13.59 | 9    |
| 9.        | Li Tong (CHN)           | 13.60 | 2    |

| Placering | Heat 2                    | Tid   | Bana |
| --------- | ------------------------- | ----- | ---- |
| 1.        | Florian Schwarthoff (GER) | 13,13 | 6    |
| 2.        | Eugene Swift (USA)        | 13.21 | 4    |
| 3.        | Mark Crear (USA)          | 13.22 | 3    |
| 4.        | Erick Batte (CUB)         | 13.26 | 8    |
| 5.        | Vincent Clarico (FRA)     | 13.43 | 2    |
| 6.        | Robert Foster (JAM)       | 13.49 | 5    |
| 7.        | Igors Kazanovs (LAT)      | 14.13 | 1    |
| —         | Johan Lisabeth (BEL)      | DNF   | 7    |